# 王竹溪
王竹溪（1911年6月7日—1983年1月30日），名治淇，号竹溪，男，湖北公安人，中国物理学家、教育家、文字学家。

## 生平
王竹溪1911年6月7日生於湖北省公安縣，1933年清华大学物理系毕业，同年入该校研究院。1935年公费留英，1938年获得英国剑桥大学博士学位，随即回国任清华大学物理系教授，先后任教于国立西南联大、清华大学。1952年后任北京大学教授，1955年当选为中国科学院数学物理学部委员，并任北京大学副校长等职。
文化大革命期间被扣上“反动学术权威”帽子，下放到江西鄱阳湖鲤鱼洲北大五七干校牧牛，感染血吸虫病。
1983年1月30日，因急性肝坏死，在北京友谊医院病逝。

## 学术贡献
王竹溪著《热力学》和《统计物理学导论》等教科书。他还曾任中国物理学会名词委员会主任，创造了一批物理学新名词的汉译称呼。在研究物理学的同时，他还潜心研究文字学，著有二百五十万字《新部首大字典》，该词典将《康熙字典》中的214个部首简化为 56个，并且将五万余个汉字按笔划上下左右次序编排，检索方便，收字齐全。

## 纪念
诺贝尔物理学奖获得者杨振宁、中国科学院院长周光召等都是王竹溪的学生，杨振宁说：“我对统计物理的兴趣即是受了竹溪师的影响。”
2003年王竹溪铜像在北京大学校园落成。

## 著作

### 《热力学》
上世纪40年代王竹溪教授在西南联大讲授热力学，讲稿最初用英文写出，经过十多年的修改，在1955年首次以中文出版，在北京大学物理系用作大三的热力学课程教材，由王竹溪讲授亲自讲授，为期一学期。此后多次重印，在1987年出第二版，获得全国高等院校教材特等奖。2005年由北京大学出版社出版简体字版。王竹溪教授的热力学一书系统严密，内容丰富，使此书能屹立至今，超过半个世纪。

### 其他著作
- 《特殊函数概论》王竹溪、郭敦仁合著。
- 《统计物理学导论》，王竹溪著，高等教育出版社
- 《新部首大字典》，王竹溪编著，上海翻译出版公司，1988，ISBN 7-5053-0013-X/H2
- Special Functions, Wang Z X, Guo D R, Singapore World Scientific Publishing C. 1989 ISBN 997150667X